# Samonas
Samonas (grec : Σαμῶνας) est un dignitaire byzantin qui joua un grand rôle dans le gouvernement sous le règne de Léon VI le Sage, entre 900 et 908.

## Carrière

### Le complot des Tzaoutzai
Eunuque d'origine arabe, natif de Mélitène, venu sûrement à Byzance très jeune comme prisonnier de guerre, il appartenait comme serviteur à la maison du puissant ministre Stylianos Tzaoutzès. Après la mort de celui-ci et de sa fille, l'impératrice Zoé Tzaoutzina (899), leur famille, sous l'impulsion de Basile, neveu de Zoé, craignant de perdre ses positions sous la nouvelle impératrice annoncée, Eudocie Baïana, fomenta un complot contre Léon VI. Samonas, qui remplissait dans la maison la fonction d'échanson, eut connaissance de la conspiration et y vit l'occasion de gagner la faveur de l'empereur en la dénonçant. Pour prouver ses allégations, il introduisit dans la maison deux eunuques au service de Léon, le prôtovestiarios Christophe et le koitonitès Kalokyris, lesquels assistèrent cachés à un échange entre Samonas et Basile Tzaoutzès. Les Tzaoutzai furent exilés ou enfermés dans des monastères, et leurs biens confisqués. Samonas, nommé koubikoularios (« chambellan »), reçut en récompense un tiers de leur fortune.
Mais son ascension ne faisait que commencer: dès 900, il fut promu nipsistiarios; selon les chroniques postérieures, il reçut aussi cette année-là le titre de prôtospatharios. En 903, Léon VI fut victime d'un attentat manqué dans l'église Saint-Mokios; Samonas fut alors chargé d'escorter Zoé Carbonopsina, la compagne de l'empereur, jusqu'au Palais, ce qui montre qu'il était devenu un homme de confiance. Dans la Vie de Basile le Jeune, on le voit chargé de l'enquête sur l'ermite, qui était soupçonné d'être un espion.

### Tentative de fuite
Au printemps 904, sous le prétexte d'aller visiter le monastère de Speira, près du palais de Damatrys, sur la rive asiatique du Bosphore, Samonas quitta Constantinople avec ses chevaux et son argent et tenta de s'enfuir dans son pays natal. À chaque relais de la poste impériale, il faisait couper les jarrets des chevaux pour éviter qu'on le poursuive. Informé de sa fuite, l'empereur chargea l'hétaireiarchès Basile Camatêros de le ramener. Au moment de traverser le fleuve Halys, Samonas fut empêché de continuer par le drouggarios Nicéphore Caminas, qui ne se laissa pas corrompre par de riches présents. L'eunuque se réfugia dans un sanctuaire voisin, prétendant être venu en pèlerinage, et fut finalement arrêté et ramené à Constantinople par Constantin Doucas, fils du général, peu après domestique des Scholes, Andronic Doucas. L'empereur Léon ordonna de le placer en détention dans l'ancienne résidence du césar Bardas. Selon la chronique Georgius Monachus Continuatus, Léon tenta lui-même de persuader Constantin Doucas de témoigner que Samonas ne s'enfuyait pas en territoire ennemi, mais faisait un pèlerinage; l'officier commença par accepter, mais contraint de témoigner sous serment devant le sénat, il refusa de se parjurer. Furieux contre Doucas, Léon ne condamna Samonas qu'à quatre mois de détention dans la résidence de Bardas, et ensuite lui rendit toutes ses dignités. Peu de temps après, il lui conféra le titre de patrikios, le plus élevé auquel pût prétendre un eunuque. Tel était son attachement pour Samonas.

### L'affaire Doukas
Début 906, Samonas fut le parrain au baptême de Constantin, fils de Léon et de Zoé Carbonopsina. En octobre de la même année, le domestique des Scholes, Andronic Doukas, entra en rébellion et s'installa avec ses proches dans la forteresse de Kabala, près d'Iconium. Une lettre livrée par un ancien partisan de Doucas passé dans le camp impérial sembla prouver un complot auquel était mêlé le patriarche Nicolas Ier, qui refusait obstinément de reconnaître le mariage morganatique de Léon avec Zoé Carbonopsina, qui était le quatrième de l'empereur, et empêchait ainsi la légitimation de leur fils Constantin. Nicolas Ier fut arrêté et placé en détention dans un monastère; ce fut Samonas, accompagné d'évêques, qui négocia avec lui sa démission, obtenue en février 907. Peu après, en avril ou mai, Andronic Doucas quitta la forteresse de Kabala avec l'aide d'une armée envoyée par les Arabes avec qui il avait pris contact, et se réfugia en territoire musulman. L'interprétation de cette affaire très embrouillée divise les historiens: y eut-il vraiment un complot d'Andronic Doucas impliquant le patriarche Nicolas Ier? Ou est-ce un coup monté par l'intrigant Samonas, qui détestait la famille Doucas, comme le prétendent les chroniques? Ou Samonas agissait-il pour le compte de l'empereur? Toujours est-il que l'eunuque fut récompensé de ses services par le rétablissement à son profit du poste de parakoimoménos, eunuque suprême du Palais, que Basile Ier, qui appréciait beaucoup moins les eunuques que son successeur, avait supprimé à son avènement.

### La chute
Peu après, au cours de cette même année 907, Samonas fit beaucoup d'efforts pour s'attirer les bonnes grâces de Zoé Carbonopsina: la Vie d'Euthyme relate qu'il tentait d'obtenir du nouveau patriarche la reconnaissance pour elle du titre d'Augusta, ce qu'Euthyme avait refusé. Surtout, il offrit à Zoé un nouvel eunuque, Constantin le Paphlagonien. Mais le couple impérial tomba vite sous le charme de ce nouveau serviteur, tant et si bien que Samonas se vit en passe d'être supplanté. Pour se rétablir, Samonas prétendit à Léon que Zoé et Constantin avaient une liaison; l'empereur, comme toujours, le crut sur parole et le chargea de châtier Constantin; celui-ci fut tonsuré et enfermé dans le monastère Saint-Taraise. Mais Léon se prit à regretter Constantin. Il ordonna à Samonas de le faire transférer dans le monastère de Speira, et peu après y fit une visite, tombant « par hasard » sur Constantin qu'il ramena séance tenante au Palais.
Cette fois, Samonas décida de frapper un grand coup: il fit rédiger par son secrétaire Constantin le Rhodien un pamphlet insultant pour Léon, avec des indices que ce texte aurait Constantin le Paphlagonien pour auteur, et il fit placer ce pamphlet dans le mêtatôrion de Sainte-Sophie, où l'empereur ne manquerait pas de le trouver, ce qui arriva. Malheureusement pour le parakimomène, son adjoint le megas koitonitès, Michel Tzirethôn, le trahit et révéla la manœuvre à Léon. Ce fut la chute de Samonas, tonsuré et enfermé dans le monastère de Martinakios (été 908). Constantin le Paphlagonien le remplaça comme parakimomène.